# Kingsmeadow
Kingsmeadow (noto anche con il nome ufficiale The Cherry Red Records Fans' Stadium) è uno stadio di calcio sito in Londra nel quartiere di Kingston upon Thames, dove si disputano gli incontri casalinghi del Chelsea femminile e dell'U23 dei blues.
Costruito nel 1989 con una capienza iniziale di 6299 posti, quest'ultima venne poi ridotta a 4500, dei quali 1125 a sedere, per motivi di sicurezza.
Storicamente nacque come terreno di gioco del Kingstonian, ma in seguito alla retrocessione dalla National Conference questo club venne posto sotto amministrazione controllata per essere acquisito, unitamente allo stadio, da Rajesh Khosla e suo figlio.
In seguito il Dons Trust promosse una sottoscrizione azionaria per finanziare l'acquisto di almeno il 75% del valore della struttura ed accese un mutuo per saldare il restante debito con Khosla.
Il nome dello stadio mutò in "The Fans' Stadium".
Il Kingstonian risulta club locatario, pagando comunque un affitto inferiore rispetto a quello dell'era Khosla.
Annualmente si tiene un match amichevole tra Kingstonian e AFC Wimbledon.